# Befotaka (Analalava)
Befotaka est une commune urbaine malgache située dans le district d'Analalava, au nord-ouest de la région de Sofia.